# Itarema
Itarema est une municipalité brésilienne de l’État du Ceará. En 2010, elle compte 37 471 habitants.

## Toponymie
Le toponyme Itarema fait référence au nom donné par les Indiens à un rocher en forme d'obélisque en haute mer qui n'était visible qu'à marée basse. Cela vient du Tupi ita (pierre) et rema (odeur agréable) et signifie pierre avec une odeur agréable ou pierre parfumée.
Son nom d'origine était Tanque do Meio puis depuis 1937, Itarema.

## Histoire
Les terres situées sur les rives de la rivière Aracatiaçu étaient habitées par les Amérindiens Tremembé,, avant l'arrivée des Français et des Portugais, ainsi que par les membres de missions religieuses portugaises qui visaient à catéchiser les peuples autochtones. En 1759, les prêtres de l'Ordre de Saint-Pierre et une partie des Tremembé se déplacèrent à Soure mais quelques années plus tard, en raison de leur inadaptation, les Amérindiens revinrent au village...

## Source
- (pt) Cet article est partiellement ou en totalité issu de l’article de Wikipédia en portugais intitulé « Itarema » (voir la liste des auteurs).